# Киаромонте
Киаромо̀нте (на италиански: Chiaromonte) е село и община в Южна Италия, провинция Потенца, регион Базиликата. Разположено е на 794 m надморска височина. Населението на общината е 1991 души (към 2012 г.).